# Ozotoceros bezoarticus celer
El venado de las pampas argentinas, ciervo de las pampas australes, o venado de campo  austral (Ozotoceros bezoarticus celer), es una de las subespecies en que se divide la especie Ozotoceros bezoarticus, un cérvido de tamaño mediano que forma el monotípico género Ozotoceros. Habita en estepas, praderas, sabanas, y matorrales abiertos del centro-este de América del Sur. 

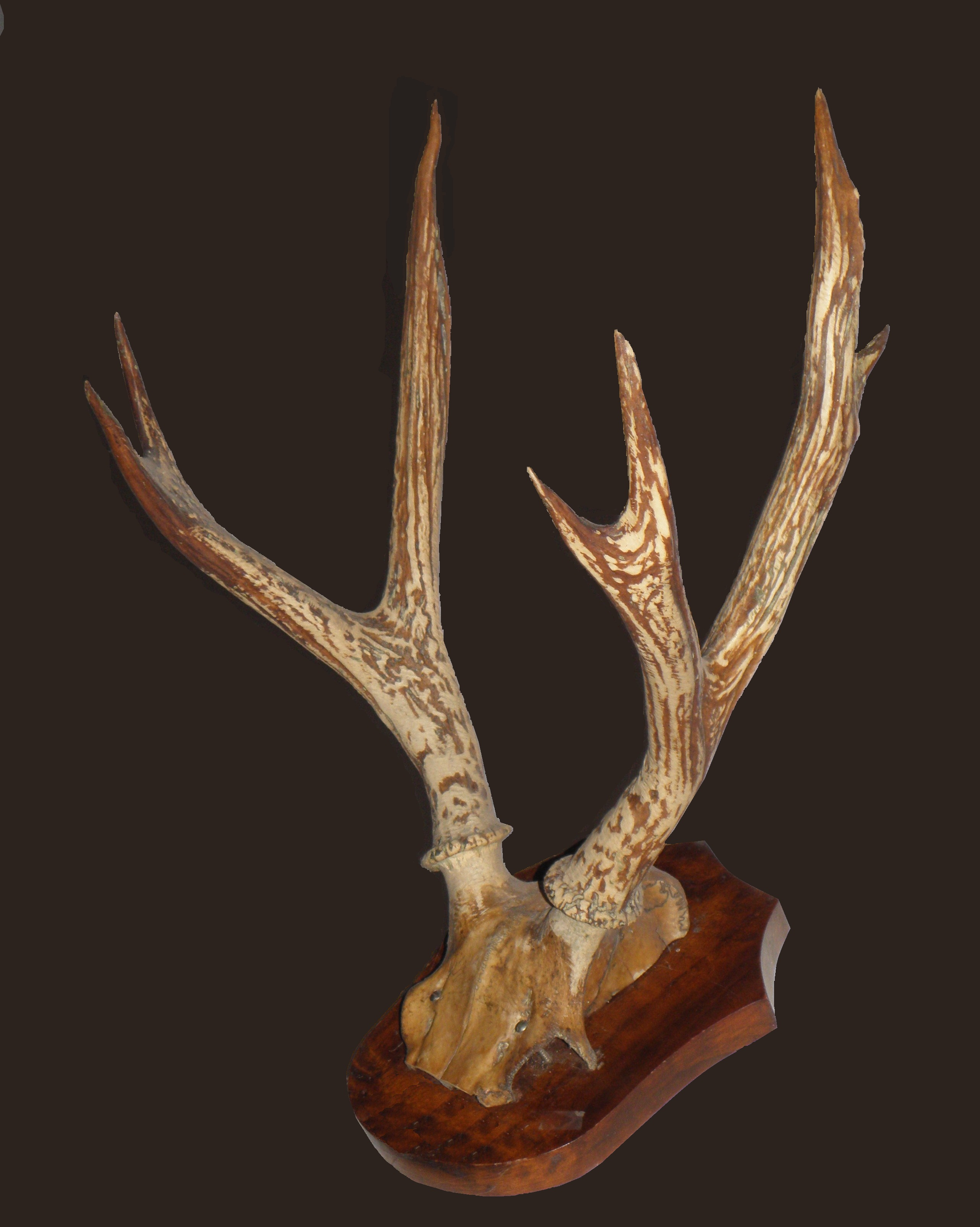
Cornamenta de Ozotoceros bezoarticus celer con un número inusual de puntas en las garcetas luchadoras, característico de ejemplares muy viejos o enfermos.

## Distribución y hábitat
La subespecie O. b. celer es un taxón endémico de la Argentina descrito originalmente por el zoólogo y paleontólogo español Ángel Cabrera Latorre en el año 1943. Originalmente se habría distribuido en toda la pampa argentina, desde la costa del Río de la Plata y del mar Argentino del océano Atlántico hasta casi el pie de los Andes, por las llanuras herbosas del centro y sur de Santa Fe, centro y sur de Córdoba, la mayor parte de San Luis, toda Buenos Aires, La Pampa, el oriente de Río Negro, y el noreste de Chubut, con restos colectados por Francisco Pascasio Moreno en el valle inferior del río Chubut. Contaba con núcleos menores en arbustales abiertos, por los que llegaba hasta el nordeste del Neuquén, y el sudeste de Mendoza.

### Núcleo bonaerense
La bahía Samborombón es una de las dos únicas áreas que aún conservan poblaciones de esta subespecie. Fitogeográficamente corresponde al distrito fitogeográfico Pampeano Oriental de la provincia fitogeográfica Pampeana, con ecotonos con la subdivisión fitogeográfica del Talar de conchilla del subdistrito fitogeográfico del Tala, subvariante del distrito fitogeográfico del Algarrobo, perteneciente a la Provincia fitogeográfica del Espinal. 
Presenta pastizales naturales, mayormente sin vegetación arbórea o con escasas isletas de arbustos y arbolitos. Abundan las zonas bajas, pantanosas, los cangrejales, y los humedales de agua salobre. La principal área protegida de ésta bahía es el parque nacional Campos del Tuyú, que previamente había sido una reserva privada administrada por la Fundación Vida Silvestre Argentina, la rama de la World Wildlife Fund que opera en la Argentina. Otras dos áreas protegidas —ambas provinciales— que resguardar este núcleo son la reserva natural integral con acceso restringido Bahía Samborombón, de 9311 ha, y la reserva natural integral Rincón de Ajó, de 2311 ha. Este núcleo poblacional cuenta con cerca de 200 venados.

### Núcleo puntano
El otro núcleo superviviente se presenta en el centro de la provincia de San Luis —cuya capital, San Luis de la punta del cerro de los Siete Venados, lleva su nombre—. 
Fitogeográficamente corresponde al distrito fitogeográfico Pampeano Occidental de la provincia fitogeográfica Pampeana, con ecotonos con el distrito fitogeográfico del Caldén de la provincia fitogeográfica del Espinal. Es un ambiente de suelos arenosos con pastizales y lomas con isletas de chañares. El área se encuentra contenida  por el norte por las pequeñas localidades de Cazador, Alto Pelado, Travesía y Caldenadas; por el este por la ruta provincial 27; por el sur por las pequeñas localidades de Las Gamas y Centenario; y  por el oeste aproximadamente por la ruta provincial 3. Este núcleo poblacional cuenta con cerca de 800 a 1000 venados.

## Descripción
Los ejemplares de esta subespecie alcanzan un largo de 150 cm, y unos 70 cm de alzada. El macho es algo más pesado, alrededor de 45 kg. El factor principal de dimorfismo sexual, sin embargo, son las astas que presenta el macho adulto; éstas se ramifican generalmente en no más de 3 puntas cada una, de las cuales una se dirige hacia delante y las restantes hacia atrás. Excepcionalmente se han observado cornamentas más ramificadas. 
El pelaje general de O. b. celer es bayo con tinte oliváceo. Muestran invariablemente marcas blancas alrededor del hocico, en la cara interna de las orejas, la parte inferior del cuello, el vientre y la cara inferior de la cola, que es corta y tupida. La cara superior de la cola es más oscura que el resto del pelaje, y está acompañada en ocasiones por una línea del mismo color a lo largo de la espina dorsal. En la base del cuello y la cruz suele presentarse un remolino de pelaje más largo. Los ejemplares juveniles presentan una coloración más clara y jaspeado en los flancos.
Las hembras, incluso las recién nacidas, son reconocibles pues, entre el ojo y la oreja —en el lugar en donde a los machos le nacen las astas—, ellas exhiben un mechón de pelos blancos formando un remolino.  
El macho es reconocible a la distancia por su fuerte olor almizclado, secretado por unas glándulas interdigitales, con el que marca su territorio, sobre todo durante la época de celo. Otras glándulas, ubicadas en el hocico y en la región ocular, intervienen para distinguir entre ejemplares.

## Costumbres
En parte del año vive en manadas de 6 a 11 ejemplares, pero antaño se observaron algunas integradas por 300 venados. El formar grupos le es de utilidad para detectar la presencia de depredadores. Cuando uno de ellos observa un motivo de peligro, resopla y golpea el piso con sus patas; al huir eleva la cola, y al hacerlo muestra el escudo anal blanco como señal de estampida. Antiguamente eran el puma y el yaguareté sus predadores principales. El zorro gris o pampa ataca a sus crías, al igual que el gato montés (Leopardus geoffroyi). Los perros de los puestos ganaderos al igual que los asilvestrados, predan tanto sobre crías como sobre adultos. Los cazadores furtivos completan los peligros que esta subespecie presenta hoy en día. 
Se alimenta de herbáceas, como diversas especies de gramíneas, leguminosas, y ciperáceas. Forman pequeñas manadas de hasta una docena de individuos, que se disuelven en la época de celo, a fines del verano, durante la cual los machos se muestran fuertemente territoriales y agresivos.
Aprovecha los verdeos que ocurren luego de las quemas de pastizales, ya que todos los ambientes en los cuales la subespecie ha logrado sobrevivir se manejan sobre la base de quemas prescritas.
Entre 2 a 3 meses antes de la brama se renueva la cornamenta del macho. La nueva está recubierta por un tejido suave, aterciopelado y muy sensible. A fines de enero ese tejido cae, y entonces el macho la utilizará para exhibiciones durante el celo, topando a otros machos, y removiendo con ellas el suelo para delimitar su territorio. Luego del apareamiento, y después de una gestación que dura alrededor de 7 meses, nace un cervatillo por hembra, una vez acabado el invierno, el que pesa 2,1 kg. Nace con una librea que lo camufla entre las matas de pasto, presentando un pelaje largo con 4 a 5 hileras de marcas longitudinales blancas sobre un fondo gris acanelado. Las manchas las perderá a los 75 a 90 días. Recién a los 7 meses cae el pelaje largo y lo cambia por otro corto, el mismo que presenta el ejemplar adulto. Convivirá con la madre hasta su madurez.
Sufren alta mortalidad antes de alcanzar los 6 años, por lo que cada hembra podrá generar solamente de 3 a 5 venados en toda su vida.

## Conservación
Antiguamente esta subespecie era uno de los mamíferos más numerosos en su ecosistema. Estas abundantes poblaciones de siglos pasados fueron cazadas por su carne y su piel, originalmente por las etnias amerindias, y posteriormente por los colonos de cultura occidental. En los siglos XIX y XX, a causa de la caza masiva de la que fue objeto, y la reconversión de su hábitat para dedicarlo a la cría de ganado bovino y ovino, y a la agricultura, se ha tornado una subespecie en serio riesgo de extinción. La intensísima disminución de sus poblaciones se produjo por la modificación de su hábitat y por la competencia ecológica del ganado; las enfermedades infecciosas, sobre todo la fiebre aftosa, mermaron su población en el siglo XIX. Hoy habita solamente en áreas aisladas, marginales en sus aspectos agropecuariamente productivos, así como también en áreas protegidas o grandes emprendimientos particulares.
Está registrado en el Apéndice I del listado de especies protegidas de CITES.
La provincia de Buenos Aires, primero mediante el decreto 7913/84, y posteriormente a través de la ley n.º 11689 sancionada el 12 de octubre de 1995 y su decreto reglamentario (2846/97), lo declaró «monumento natural provincial», máximo grado de protección que puede concedérsele a una especie protegida, quedando en veda total y permanente como especie de caza. Esta provincia, mediante la ley 12678/01 del año 2001, le otorgó a la localidad de General Lavalle el título de «capital provincial del venado de las pampas». Por otra parte, mediante la ordenanza 704/98 y el decreto 285/98 del año 1998, el consejo deliberante del partido de General Lavalle lo declaró «patrimonio histórico cultural natural».
La provincia de San Luis, mediante la ley 4778 del año 1987, lo declaró «monumento natural provincial», pero dicha norma fue derogada mediante la ley 5499/04, que cambió la categoría correspondiente a este taxón por la «de interés público».
Sumado a todo ello, el estado argentino tiene en proyecto el declararlo «monumento natural nacional».